# Дірк Марселліс
Дірк Марселліс (нід. Dirk Marcellis, нар. 13 квітня 1988, Горст-аан-де-Маас) — нідерландський футболіст, що грав на позиції захисника, зокрема за клуби ПСВ та АЗ, а також національну збірну Нідерландів.
Володар Кубка Нідерландів. 

## Клубна кар'єра
У дорослому футболі дебютував 2006 року виступами за команду клубу ПСВ, в якій провів чотири сезони, взявши участь у 68 матчах чемпіонату. 
Своєю грою за цю команду привернув увагу представників тренерського штабу клубу АЗ, до складу якого приєднався 2010 року. Відіграв за команду з Алкмара наступні чотири сезони своєї ігрової кар'єри. Більшість часу, проведеного у складі «АЗ», був основним гравцем захисту команди. В сезоні 2012/13 допоміг команді тріумфувати у розіграші національного Кубка.
Протягом 2015 року провів одну гру за «НАК Бреда».
Завершив професійну ігрову кар'єру у клубі «Зволле», за команду якого виступав протягом 2015—2018 років.

## Виступи за збірні
2003 року дебютував у складі юнацької збірної Нідерландів, взяв участь у 4 іграх на юнацькому рівні.
Протягом 2008–2009 років залучався до складу молодіжної збірної Нідерландів. На молодіжному рівні зіграв у 3 офіційних матчах.
2008 року був учасником футбольного турніру на тогорічних Олімпійських іграх.
Того ж 2008 року дебютував в офіційних матчах у складі національної збірної Нідерландів. Протягом кар'єри у національній команді, яка тривала 3 роки, провів у формі головної команди країни 3 матчі.

## Титули і досягнення
- Чемпіон Нідерландів (1):

ПСВ: 2007-2008
- Володар Суперкубка Нідерландів (1):

ПСВ: 2008
- Володар Кубка Нідерландів (1):

АЗ: 2012-2013